# ماجراهای آندره و والی‌بی
ماجراهای آندره و والی بی (به انگلیسی: The Adventures of André & Wally B.) (یا به سادگی آندره و والی بی ) اولین پویانمایی کوتاه آمریکایی است که در سال ۱۹۸۴، توسط گروه گرافیک لوکاس فیلم که بخشی از لوکاس فیلم بود و بعداً به پیکسار تغییر نام داد تولید شد.
انیمیشن این فیلم توسط جان لستر تولید شده بود. این انیمیشن از نظر استانداردهای آن زمان پیشگام بود و به علاقه صنعت فیلم به انیمیشن رایانه ای دامن زد. این فیلم در تاریخ ۲۵ ژوئیه ۱۹۸۴ در نمایشگاه سیگراف در مینیاپولیس منتشر شد.

## داستان
این فیلم کوتاه شامل پسری به نام آندره است که در یک جنگل بیدار می‌شود و با زنبوری مزاحم به نام والی بی روبرو می‌شود. آندره حواس والی بی را پرت می‌کند و والی بی پس از فهمیدن این موضوع، آندره را با عصبانیت تعقیب می‌کند و سرانجام به او می‌رسد و در خارج از صحنه او را نیش می‌زند. پس از دوباره برگشتن والی بی به صحنه با نیش شکسته اش مواجه می‌شویم و در پشت آن، آندره برای انتقام کلاهش را به سمت والی بی پرتاب می ند.